# Cyrtopodium flavum
Cyrtopodium flavum là một loài thực vật có hoa trong họ Lan. Loài này được (Nees) Link & Otto ex Rchb. mô tả khoa học đầu tiên năm 1830.